# Hindu Raj
Hindu Raj é uma cordilheira do norte do Paquistão, entre as cordilheiras Indocuche e Caracórum. O seu ponto mais alto é o Koyo Zom, com 6872 m de altitude (22546 pés). Outras montanhas de destaque são o Buni Zom e o Ghamubar Zom. A cordilheira é menos conhecida que as cordilheiras vizinhas, porque não contém picos acima dos 7000 m de altitude.